# 山本隆司 (行政法学者)

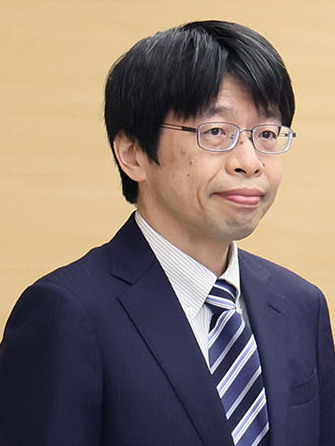
2022年12月、内閣総理大臣官邸

山本 隆司（やまもと りゅうじ、1966年 - ）は、日本の法学者。東京大学大学院法学政治学研究科教授。専攻は行政法。

## 経歴
愛知県岡崎市出身。愛知県立岡崎高等学校、東京大学法学部第2類（公法コース）を卒業。
1988年、東京大学法学部第2類の助手に就任。1991年、東京大学大学院法学政治学研究科助教授となる。その後、1995年から1997年までハイデルベルク大学の客員研究員を勤める。
2004年、東京大学大学院法学政治学研究科教授に就任。
2022年4月、東京大学法学部・大学院法学政治学研究科の学部長・研究科長に就任。

## 著書

### 単著
- 『行政上の主観法と法関係』（有斐閣、2000年、ISBN 4-64-112871-5）
- 『判例から探究する行政法』（有斐閣、2012年、ISBN 978-4-641-13112-5)

### 共編
- 『環境と生命』（城山英明と共編、東京大学出版会、2005年、ISBN 4-13-035045-5）
- 『行政法判例集Ⅰ--総論・組織法』（大橋洋一・斎藤誠と共編。2013年、第２版2019年、ISBN 978-4-641-22769-9）
- 『行政法判例集Ⅱ--救済法』（大橋洋一・斎藤誠と共編。2012年、第2版2018年、ISBN 978-4-641-22758-3）
- 『行政判例百選Ｉ[第8版]』（斎藤誠と共編、有斐閣、2022年、ISBN 978-4-641-11560-6）
- 『行政判例百選Ⅱ[第8版]』（斎藤誠と共編、有斐閣、2022年、ISBN 978-4-641-11561-3）
- 『行政法の基礎理論　複眼的考察』（太田匡彦と共編、2023年、ISBN 978-4-535-52710-2）
- 『条解行政事件訴訟法[第5版]』（南博方・高橋滋・市村陽典と共編、弘文堂、2023年、ISBN 978-4-335-35926-2）

### 共訳
- エバーハルト・シュミット=アスマン『行政法理論の基礎と課題―秩序づけ理念としての行政法総論』（太田匡彦、大橋洋一と共訳、東京大学出版会、2006年、ISBN 4-13-036129-5）

## 社会的活動
- 規制改革・民間開放推進会議 専門委員[4]
- 納本制度審議会 委員[5]
- チーム医療の推進に関する検討会 構成員[6]
- 医薬品等制度改正検討部会 委員[7]
- 電波監理審議会 委員[8]
- 産業構造審議会環境部会地球環境小委員会 政策手法ワーキンググループ委員[9]
- 行政刷新会議 独立行政法人改革に関する分科会 構成員[10]
  - 行政刷新会議 独立行政法人改革に関する分科会 第1ワーキンググループ構成員[11]
- 独立行政法人住宅金融支援機構の在り方に関する調査会 構成員[12]